# Mauro Felicori
Mauro Felicori (Bologna, 2 marzo 1952) è un dirigente pubblico italiano.
Direttore generale della Reggia di Caserta dal 2015 al 2018, dopo essere stato dal 1986 dirigente del Comune di Bologna, ricopre da febbraio 2020 a dicembre 2024 la carica di consigliere e assessore alla cultura e al paesaggio della Regione Emilia-Romagna.

## Biografia
Si laurea in filosofia all'Alma Mater Studiorum di Bologna e si specializza in Economia della cultura e politiche culturali. Entra nel Comune di Bologna occupandosi di politiche giovanili, diventa dirigente nel 1986, è direttore dell'edizione 1988 della Biennale dei Giovani Artisti dell'Europa Mediterranea, dal 1993 al 1999 è capo di gabinetto del sindaco Walter Vitali. Dal 2011 al 2015 è direttore del Dipartimento economia e promozione della città, occupandosi sempre di politiche giovanili ma anche di sviluppo delle produzioni artistiche, turismo e marketing territoriale, networking europeo. Insegna anche all'Alma Mater di Bologna gestione e organizzazione delle imprese culturali.
Responsabile dei servizi civici per il Congresso Eucaristico Nazionale con il papa Giovanni Paolo II nel 1997, promuove la candidatura di Bologna Capitale della Cultura nel 2000 e coordina la presenza di Bologna nel Giubileo del 2000.
Promuove un progetto che coinvolge il Cimitero monumentale della Certosa di Bologna e fonda l'Associazione dei Cimiteri monumentali europei. In questo ambito conduce esperienze pionieristiche di applicazioni di ICT ai beni culturali.
Dopo essere stato designato dal presidente della Regione Campania, De Luca, al commissariamento della Fondazione Ravello, nel febbraio 2019 la Fondazione Cassa di Risparmio di Modena lo sceglie come direttore di Ago Modena Fabbriche Culturali, un progetto da 120 milioni mirato alla riqualificazione dell'ex ospedale settecentesco Sant'Agostino destinato ad ospitare parte degli istituti presenti nel Palazzo dei Musei.

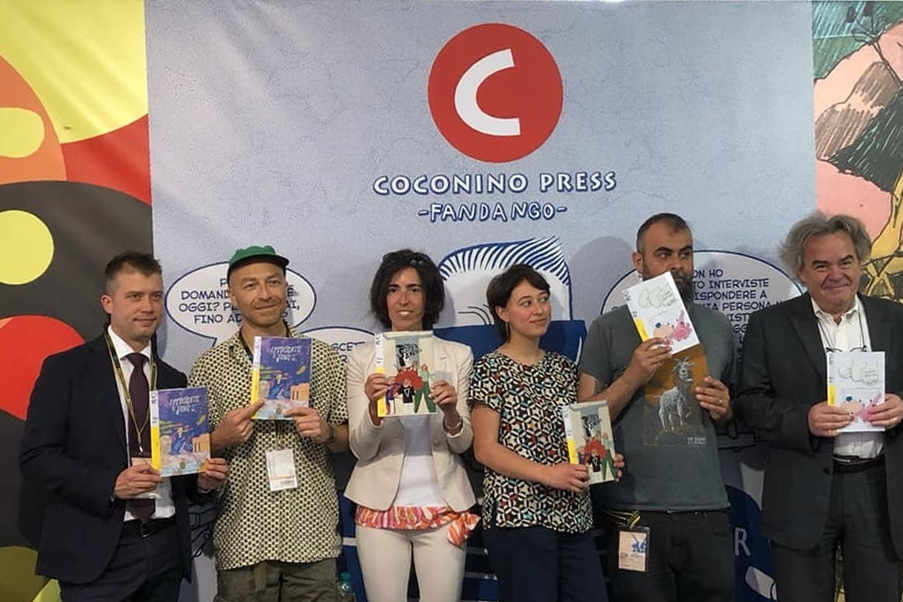
Felicori (ultimo a destra) alla presentazione degli albi del progetto Fumetti nei Musei al Napoli Comicon 2018 con gli autori Maicol & Mirco, ZUZU e Dottor Pira e i rappresentanti delle altre istituzioni museali coinvolte.

### Direttore della Reggia di Caserta
Nell'ottobre 2015 fa parte della squadra dei venti direttori (otto stranieri) nominati nei principali musei italiani e scelti con la procedura di selezione internazionale promossa dalla riforma del ministro dei Beni Culturali Dario Franceschini. Felicori, che non è uno storico d'arte ma si definisce "dirigente d'idee", è nominato direttore della Reggia di Caserta. Poco attento all'immagine, considera i musei come aziende: è il primo a presentarsi in ufficio e l'ultimo ad andarsene. E proprio perché "lavora troppo", nel febbraio 2016 esponenti sindacali della Uil, Cgil, Usb e Ugl indirizzano una nota di protesta al ministero dei Beni Culturali accusando Felicori di lavorare fino a tardi la sera, "tenendo aperti gli uffici e mettendo così a rischio l'intera struttura museale". La polemica è tale da indurre la Treccani ad inserire nel 2016 il nome di Mauro Felicori nel "Libro dell'anno" con il titolo: "Il direttore che lavorava troppo".
Molte le sue iniziative. Nel giugno 2016 allestisce la storica mostra Terrae motus,la collezione progettata dal gallerista napoletano Lucio Amelio e realizzata con le testimonianze di un gruppo internazionale di artisti, da Andy Warhol a Robert Rauschenberg, da Enzo Cucchi a Mimmo Paladino, sul terremoto che ha colpito il Sud nel 1980. Dal 2016 al 2019 promuove il progetto "Rosso Vanvitelliano", l’opera di autentica rievocazione storica all'interno degli appartamenti reali realizzata dalla Compagnia della Città & Fabbrica Wojtyla e scritta da Patrizio Ranieri Ciu, che attraverso la narrazione teatrale dei “tempi vissuti” della reale residenza borbonica trasforma il complesso monumentale in un avvincente percorso dall’offerta pluridisciplinare per i visitatori, il cui numero entro il 2019 subisce uno straordinario incremento arrivando ad un milione di presenze. Commenterà Roberto Saviano su L'Espresso: "Di Felicori mi interessa il modo di comunicare perché è una comunicazione concreta e quindi è una comunicazione vincente. Non promette cambiamenti ma cambia le cose in tempi reali e poi ne commenta i risultati". A volte le sue iniziative sono anche discusse allorché trasforma pezzi della Reggia di Caserta in una specie di brand utilizzato da tenute vinicole, case di moda e consorzi di tutela della mozzarella di bufala.
Al di là delle diverse opinioni sulle sue iniziative, Felicori lascia nell'ottobre 2018 per pensionamento obbligatorio con questi risultati: circa 2 milioni di euro di liquidità in cassa e il largo raddoppio del numero dei visitatori (dai 400.000 del 2014 ai 900.000 del 2018).

### Assessore regionale dell'Emilia-Romagna
Il 17 dicembre 2019, il presidente uscente e candidato del centro-sinistra alle elezioni regionali dell'Emilia-Romagna Stefano Bonaccini annuncia il nome di Mauro Felicori nel listino Bonaccini Presidente per la circoscrizione Bologna. Il 26 gennaio 2020, Felicori viene eletto nel consiglio regionale. Il 28 febbraio 2020 entra in carica come assessore alla cultura e al paesaggio. Promuove la legge a sostegno delle case degli illustri, la legge per i cimiteri storico-monumentali, la legge per l'editoria. Riforma la legge per la promozione culturale. Trasforma l'Istituto per i Beni Culturali nel Dipartimento Patrimonio culturale della Regione. Organizza l'adesione della Regione alla Cineteca di Bologna e al Museo Internazionale della Ceramica di Faenza. Organizza la partecipazione della Regione al PNRR dedicato ai borghi (con la scelta di Campolo e l'impegno dei privati) e al patrimonio rurale. Rafforza il sistema bibliotecario digitale aprendolo alle biblioteche scolastiche.
Promuove l'acquisto di archivi e la loro digitalizzazione con il progetto Digital Humanities e la partecipazione al programma nazionale PNRR con la digitalizzazione dei periodici dell'800. Finanzia un vasto programma di restauro di teatri e beni culturali.    

## Altri incarichi
Ha insegnato all'Università di Genova, Università di Udine e di Bologna.
È stato consigliere di amministrazione della Fondazione Marconi
e della Fondazione Lucio Saffaro e componente del Comitato Scientifico della Fondazione Nino Migliori.

## Pubblicazioni
- Mauro Felicori, Feste d’Estate: indagine sulla politica culturale dei comuni italiani, in Arturo Parisi (a cura di) Luoghi e misure della politica. Quattro esercizi di misurazione sulla politica locale con contributi di Piergiorgio Corbetta, Mauro Felicori, Gianpietro Mazzoleni, Arturo Parisi, Il Mulino, 1984; ISBN 88-15-00585-4
- Mauro Felicori e Gilberta Franzoni (a cura di), Le forme istituzionali di una politica per i giovani. Esperienze in Italia e in Europa, ANCI, 1987, atti del convegno promosso dall’Associazione Nazionale dei Comuni Italiani (ANCI) e il Comitato Italiano per l’Anno Internazionale della Gioventù (1985);
- Mauro Felicori, Le politiche culturali: il caso di Bologna, Il Mulino, numero 396, 4/2001;
- Mauro Felicori, Antonella Guidazzoli, Tiziano Diamanti, Maria Chiara Liguori, Alessio Mauri, Sofia Pescarin, Modular real time applications for Cultural Heritage and decision making, atti del convegno ICHIM 03 –Technology Developments, 2003;
- Mauro Felicori, Antonella Guidazzoli, Experiences in immersive graphics and creation of multimedia database for promoting and enhancing Cultural Heritage, atti del convegno Considerations on the improved use of ICT in a corporate environment, promossa dall'IRI Management CRIC-Centro Ricerche su Innovazione e Competitività Eventi Progetti Speciali, Roma, 25 settembre 2003;
- Mauro Felicori, Claudio Borgatti, Antonella Guidazzoli, Massimo Mauri, Tiziano Diamanti, Maria Chiara Liguori, The Certosa Museum, city of memory, atti del convegno EVA 2003 London - Electronic Imaging and the Visual Art, Londra, 22-26 luglio 2003;
- Mauro Felicori, Antonella Guidazzoli, Claudio Borgatti, Luigi Calori, Tiziano Diamanti, Maria Chiara Liguori, Massimo Alessio Mauri, Sofia Pescarin, Luigi Valentini, Databases and Virtual Environments: a Good Match for Communicating Complex Cultural Sites, atti del convegno ACM SIGGRAPH 2004, Los Angeles, 8-12 agosto 2004;
- Mauro Felicori e Annalisa Zanotti (a cura di) Cimiteri d’Europa. Un patrimonio da conoscere e restaurare, Comune di Bologna (distribuzione Touring Club Italiano), 2004; ISBN 88-365-3955-6
- Mauro Felicori (a cura di), Gli spazi delle memoria. Architettura dei cimiteri monumentali europei, Luca Sossella Editore, 2005; ISBN 88-87995-92-3
- Sofia Pescarin, Maurizio Forte, Antonella Guidazzoli, Maria Chiara Liguori, Mauro Felicori, From GIS to Landscape VR Museums, in The Reconstruction of Archaeological Landscapes through Digital Technologies, a cura di Maurizio Forte, ITABC, BAR International Series 1379, 2005; ISBN 978-1-84171-521-6
- Mauro Felicori, Gestione e valorizzazione dei cimiteri storici: il caso della Certosa di Bologna, Economia della Cultura, 2/2006; ISSN 1122-7885 (WC · ACNP)
- Mauro Felicori, Il progetto per la Certosa di Bologna nella prospettiva della ‘morte’ del cimitero napoleonico in All’ombra de’ cipressi e dentro l’urne… I cimiteri urbani in Europa a duecento anni dall'editto di Saint Cloud, Bononia University Press, 2007; ISBN 88-7395-233-X
- Mauro Felicori, Bologna 1988, in Original. 100 Artists who made BJCEM Original, Electa, 2007; ISBN 978-88-370-5763-3
- Mauro Felicori, La Certosa di Bologna: cimitero e museo in Il futuro dei musei della città in Europa. Recenti esperienze e prospettive, a cura di Graziano Campanini e Massimo Negri, Bononia University Press, 2008; ISBN 978-88-7395-339-5
- Mauro Felicori, Antonella Guidazzoli, From Talking Monuments up to Interactive Virtual Environments for Cultural Heritage, atti del congresso EVA 2008, Londra, 2008;
- Mauro Felicori, Monumenti che parlano: esperienze di uso delle nuove tecnologie per comunicare memoria in Monumento e memoria. Dall'antichità al contemporaneo. Atti del Convegno (Bologna, 11-13 ottobre 2006) a cura di Sandro De Maria e Vera Fortunati, Bononia University Press 2010; ISBN 978-88-7395-541-2
- Mauro Felicori, Antonella Guidazzoli, Maria Chiara Liguori: Collecting, Sharing, Reusing Geo and Time-variant 3d Models of the City of Bologna An Open Project. in G. Guidi, A. C. Addison, atti del convegno VSMM 2012 Virtual Systems in the Information Society, Milan, 2-5 settembre 2012;
- Mauro Felicori, Franco Sborgi (a cura di) Lo splendore della forma. La scultura negli spazi della memoria, Luca Sossella Editore, 2012; ISBN 978-88-97356-04-2
- Mauro Felicori, Finanziamenti a pioggia per il giardino della cultura, in Gerhard Glueher, Harald Pechlaner, Anna Scutari (Hg.), Kunst un Kultur. Unternehmerisches Denken als Perspektive, EURAC - ATHESIA, 2014;
- Mauro Felicori, La cultura come sinonimo di sviluppo urbano, in Walter Vitali (a cura di), Un'Agenda per le Città, Il Mulino 2014; ISBN 978-88-15-25128-2
- Mauro Felicori, Antonella Guidazzoli, Roberta Turra, Giorgio Pedrazzi, Donatella Sforzini, Simona Caraceni, Silvano Imboden, Francesca Delli Ponti, Maria ChiaraLiguori, Daniele De Luca, Luigi Verri  Reggia di Caserta: un Patrimonio in Rete , in GARR 2016 - The CreActive Network. Uno spazio per condividere e creare nuova conoscenza - Selected Papers Firenze, 30 novembre-2 dicembre 2016, Associazione Consortium GARR, 2017; ISBN 978-88-905077-6-2

## Premi

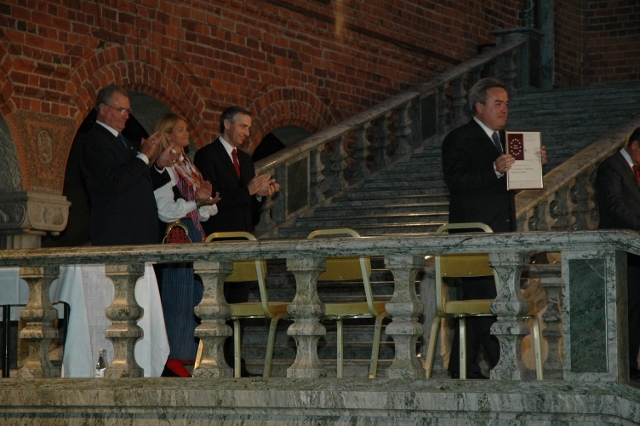
Mauro Felicori alla consegna del Premio Europa Nostra per la conservazione del patrimonio culturale nel 2006 a Stoccolma, alla presenza della principessa Maddalena di Svezia

- Premio Cultura di gestione 2003 di Federculture: Menzione speciale per la Comunicazione della Fondazione Corriere della Sera[17]
- Premio Francesco Arcangeli di Italia Nostra, Bologna, 2004[18]
- Premio eContent Award Italy nella sezione eCulture, 2006[19]
- Medal for Dedicated Service to Heritage Conservation, European Union Prize for Cultural Heritage/Europa Nostra Awards, 2006[20]
- Premio Uomo del mio Tempo, Cetara, 2016[21]
- Nomina come Miglior Direttore di museo italiano dalla rivista Artirbune, 2016[22]
- Premio Capo d'Orlando, Vico Equense, 2017[23]
- Premio Sebetia-Ter, Napoli, 2017[24]
- Premio Jolanda Beccaris, Napoli, 2017[25]
- Premio Com&Te alla Cultura “Carmine Consalvo”, Cava de’ Tirreni, 2017[26]
- Premio Venere Sinuessana, Mondragone, 2017[27]